# Maabella stomalata
Maabella stomalata är en tvåvingeart som beskrevs av Hastriter och Bush 2006. Maabella stomalata ingår i släktet Maabella och familjen lusflugor. Inga underarter finns listade i Catalogue of Life.